# Phillip Gardiner
Phillip Gardiner es un deportista australiano que compitió en remo. Ganó dos medallas de bronce en el Campeonato Mundial de Remo, en los años 1977 y 1978.

## Palmarés internacional
| Campeonato Mundial | Campeonato Mundial       | Campeonato Mundial | Campeonato Mundial      |
| Año                | Lugar                    | Medalla            | Prueba                  |
| ------------------ | ------------------------ | ------------------ | ----------------------- |
| 1977               | Ámsterdam (Países Bajos) | Medalla de bronce  | Ocho con timonel ligero |
| 1978               | Copenhague (Dinamarca)   | Medalla de bronce  | Ocho con timonel ligero |